# Nicolai Wergeland
Nicolai Wergeland døbt Niels Vergeland Lassesen ( 9. november 1780 – 1848) var en norsk teolog, skribent og politiker.
Han var den ene af i alt 14 præster som deltog i Rigsforsamlingen på Eidsvoll i 1814 og gjorde en betydelig indsats i konstitutionskomiteen. Han mødte godt forberedt og havde med sig et grundlovsforslag med 100 paragraffer, det bedste ved siden af Adler-Falsens. Nicolai Wergeland er ophavsmand til udtryk som Lagting, Odelsting og Storting. Han er mest kendt i eftertid som far til Henrik Wergeland og Camilla Collett samt Generalmajor Oscar Wergeland, men var selv en lysende begavelse. Han var en engageret deltager i samfundslivet, og kunne være både stridlysten, udfordrende og nærtagende. Han deltog i de fleste litterære og kulturpolitiske fejder mellem 1814 og 1840.